# Boone Hall

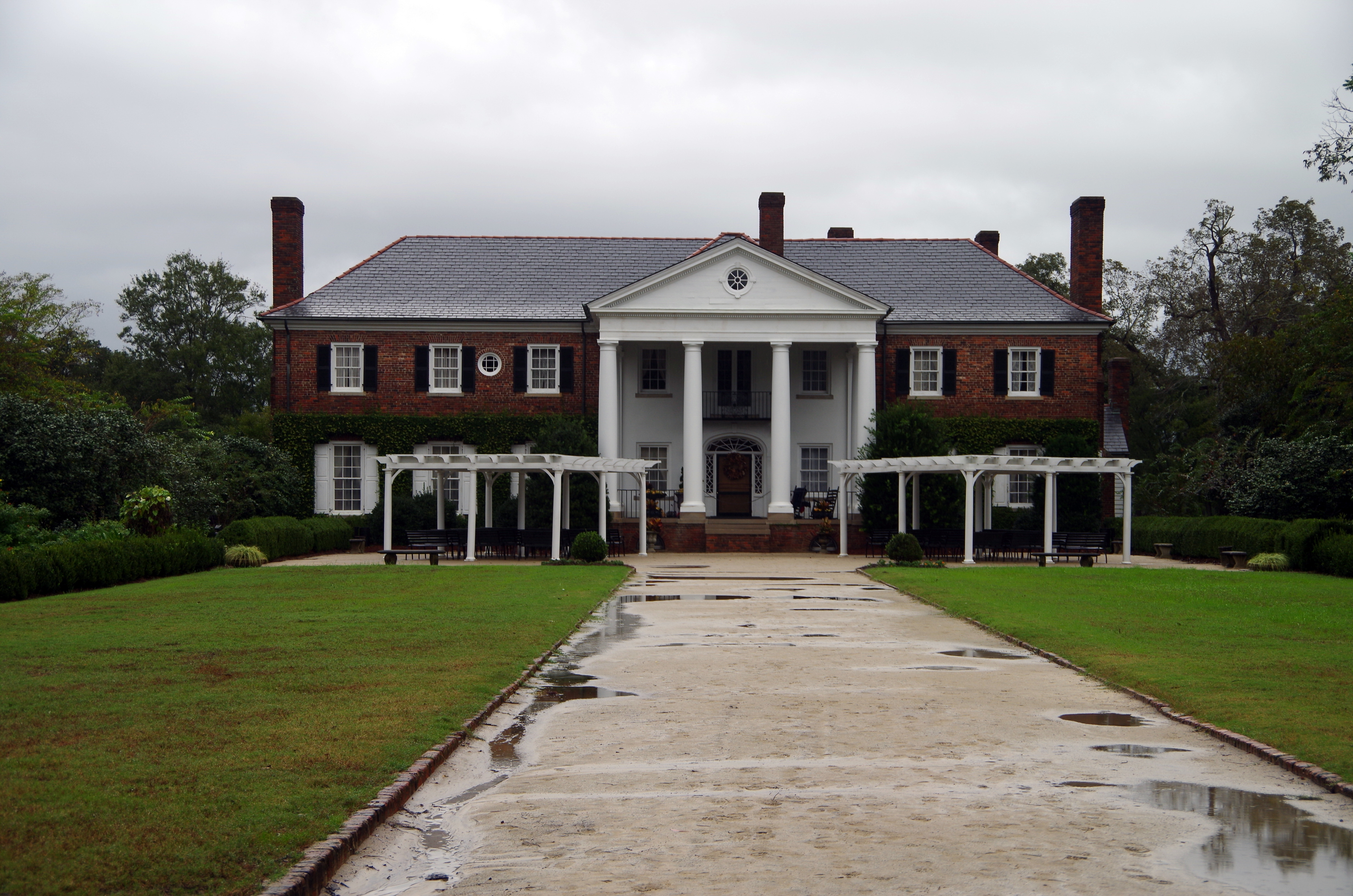
Das Haupthaus (2015)

Boone Hall ist eine Plantage aus der Zeit vor dem Sezessionskrieg in Mount Pleasant bei Charleston in South Carolina, Vereinigte Staaten. Sie wird als Baudenkmal im National Register of Historic Places geführt. Die Plantage liegt am Fluss Wampacheeoone, etwa 16 Kilometer von der Altstadt von Charleston und sieben Kilometer vom Zentrum der Stadt Mount Pleasant entfernt. International bekannt wurde Boone Hall in den 1980er Jahren als Außenkulisse für die Fernsehserie Fackeln im Sturm.

## Geschichte
Erstmals erwähnt wurde Boone Hall am 7. September 1681, als Theophilus Patey 470 acres Land an Major John Boone, Mitglied des Großen Rates der Kolonie, anlässlich seiner Hochzeit mit Pateys Tochter Elizabeth überschrieb. Boone erwarb weiteres angrenzendes Land entlang des Flusses hinzu. Im 18. Jahrhundert wurde das Anwesen innerhalb der Familie mehrmals weitervererbt. 1776 ist erstmals die Haltung von Sklaven in Boone Hall belegt.
1811 wurde die Plantage mit 1452 Acres Land an Thomas A. Vardell verkauft, der es wegen Verschuldung bereits 1817 an seine Gläubiger abtreten musste. Diese verkauften es weiter, 1837 war John Horlbeck alleiniger Eigentümer. Dieser ließ 1843 die Auffahrtallee mit Lebenseichen bepflanzen – die noch heute vorhandene "Avenue of Oaks". 1850 waren auf der Plantage 85 Sklaven registriert. Horlebecks Erben waren zwischenzeitlich die führenden Produzenten von Pecannüssen in den Vereinigten Staaten.
1935 verkauften die Horlbeck-Erben das Gut mit 4039 Acres Land. 1936 ließen die Besitzer das heute noch vorhandene massive Haupthaus im Kolonialstil errichten. 1940, 1945 und 1955 wurde die Plantage erneut verkauft.
1955 erwarben Harris und Nancy McRae das Anwesen. Sie führten die Bewirtschaftung fort und konzentrierten sich auf den Anbau von Pfirsichen. Sie renovierten das Anwesen, brachten es weitgehend in den Originalzustand und öffneten es 1959 für die Öffentlichkeit. 2007 ging der Besitz an William H. McRae über, der weiterhin einen Teil der Anlage der Öffentlichkeit zur Verfügung stellt und den anderen, noch 724 Acres großen Teil bewirtschaftet.
Am 14. Juli 1983 wurden die "Slave Street" mit den neun Sklavenhütten, das Räucherhaus und die Eichen-Allee in das Nationale Register historischer Bauten aufgenommen. Am 21. Januar 1994 wurde dieser Eintrag um das Haupthaus und den Park erweitert.
1985, '86 und '94 war Boone Hall Drehort der erfolgreichen Fernsehserie Fackeln im Sturm, in der es als Außenkulisse der Südstaaten-Plantage Mont Royal diente. 1993 entstanden hier Szenen der Miniserie Queen nach einer Romanvorlage von Alex Haley, 2004 Szenen des Filmdramas Wie ein einziger Tag.

## Anlage
Die Plantage besteht aus einem nach dem Sezessionskrieg errichteten Haupthaus, einer Reihe im Original erhaltener Sklavenhütten, die noch bis Anfang der 1940er Jahre von Arbeitern bewohnt wurden, mehreren Pflanzgärten und der historischen "Avenue of Oaks" (Eichen-Allee), einer mehr als einen Kilometer langen Auffahrt zum Haus mit Lebenseichen auf beiden Seiten. 
Das älteste erhaltene Gebäude ist der Räucherturm aus dem Jahr 1750. Erste Sklavenhütten gab es um 1790, aus dieser Zeit datiert auch das heute nicht mehr vorhandene, aus Holz erbaute erste Herrenhaus. Neun aus Ziegeln errichtete Sklavenunterkünfte sind erhalten geblieben. Sie verfügen jeweils über einen zentralen Kamin, vier Fenster auf der Vorderseite und ein Fenster zur Allee. Sie dienen heute als Ausstellungsräume zur Sklavenhaltung der damaligen Zeit.
Das im Kolonialstil gehaltene 1936 massiv gemauerte und unterkellerte Haupthaus mit einer Grundfläche von über 900 m² verfügt im Erdgeschoss über eine Bibliothek, einen Speiseraum, eine Loggia, ein Spielzimmer, eine Küche, das Obergeschoss über 7 Schlafräume und Badezimmer, im Dachgeschoss sind zwei weitere Räume und der Dachboden. Einige Bauteile des alten Haupthauses wurden in den Neubau übernommen.
Zu den weiteren erhaltenen Gebäuden gehören zwei Aufseher-Gebäude, eine geziegelte Baummühle, Stallungen, eine Maschinenhalle, eine historische Dreschmaschine und ein Büro. Zur heutigen, 724 Acres großen Anlage, gehört ein Großteil der Pecannussbäume aus dem frühen zwanzigsten Jahrhundert, wobei der Bestand 1989 durch einen Hurrikan erheblich beeinträchtigt wurde.

## Galerie

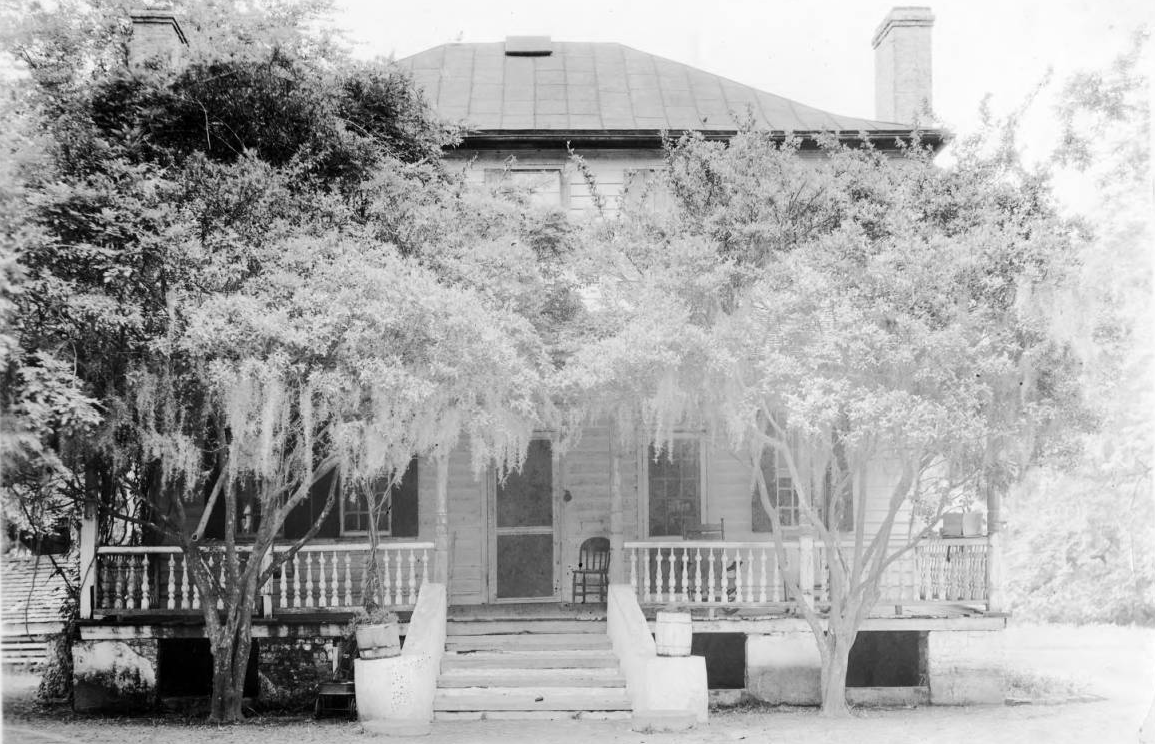
Das alte Hauptgebäude (um 1900)
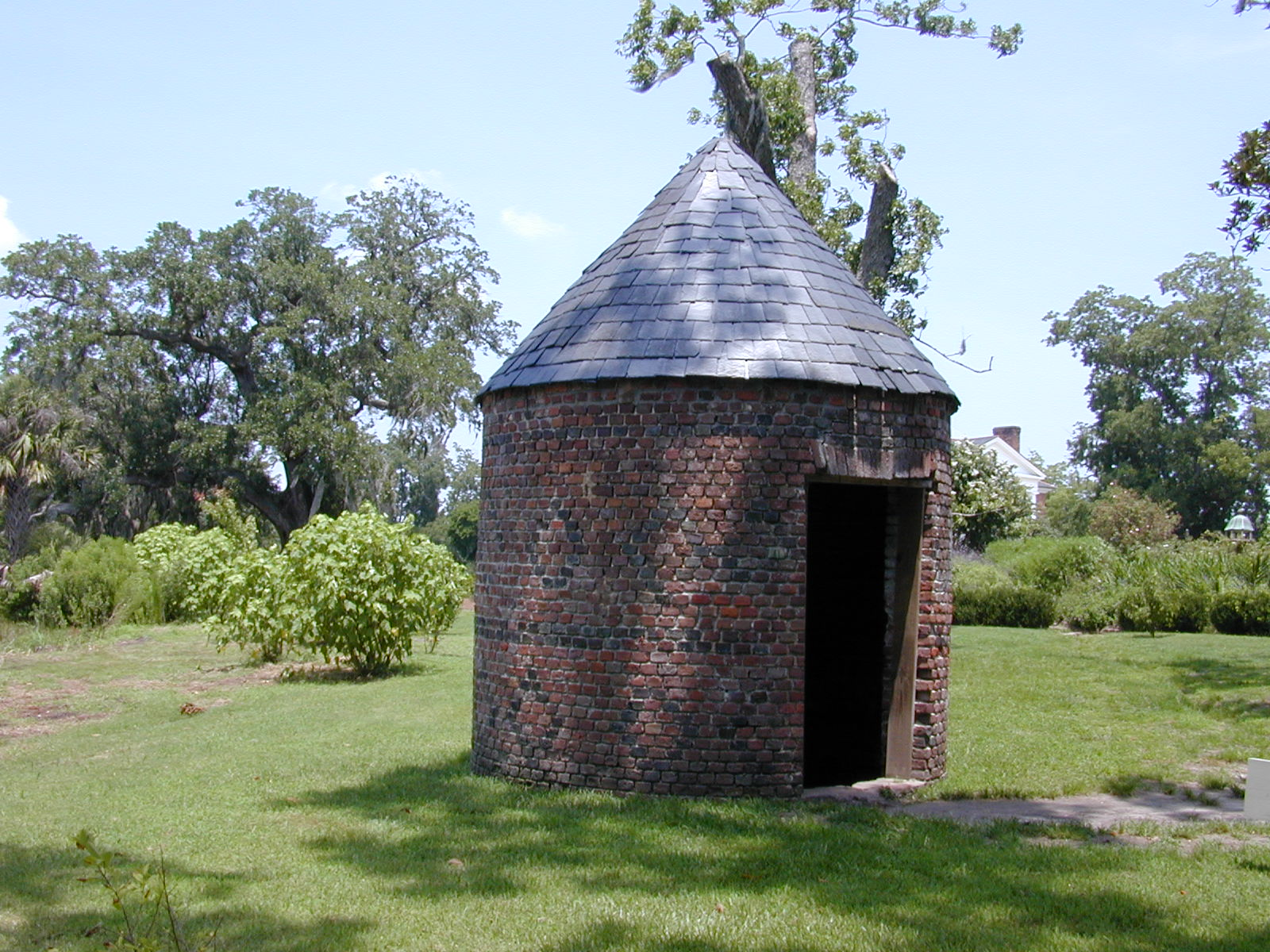
Räucherturm
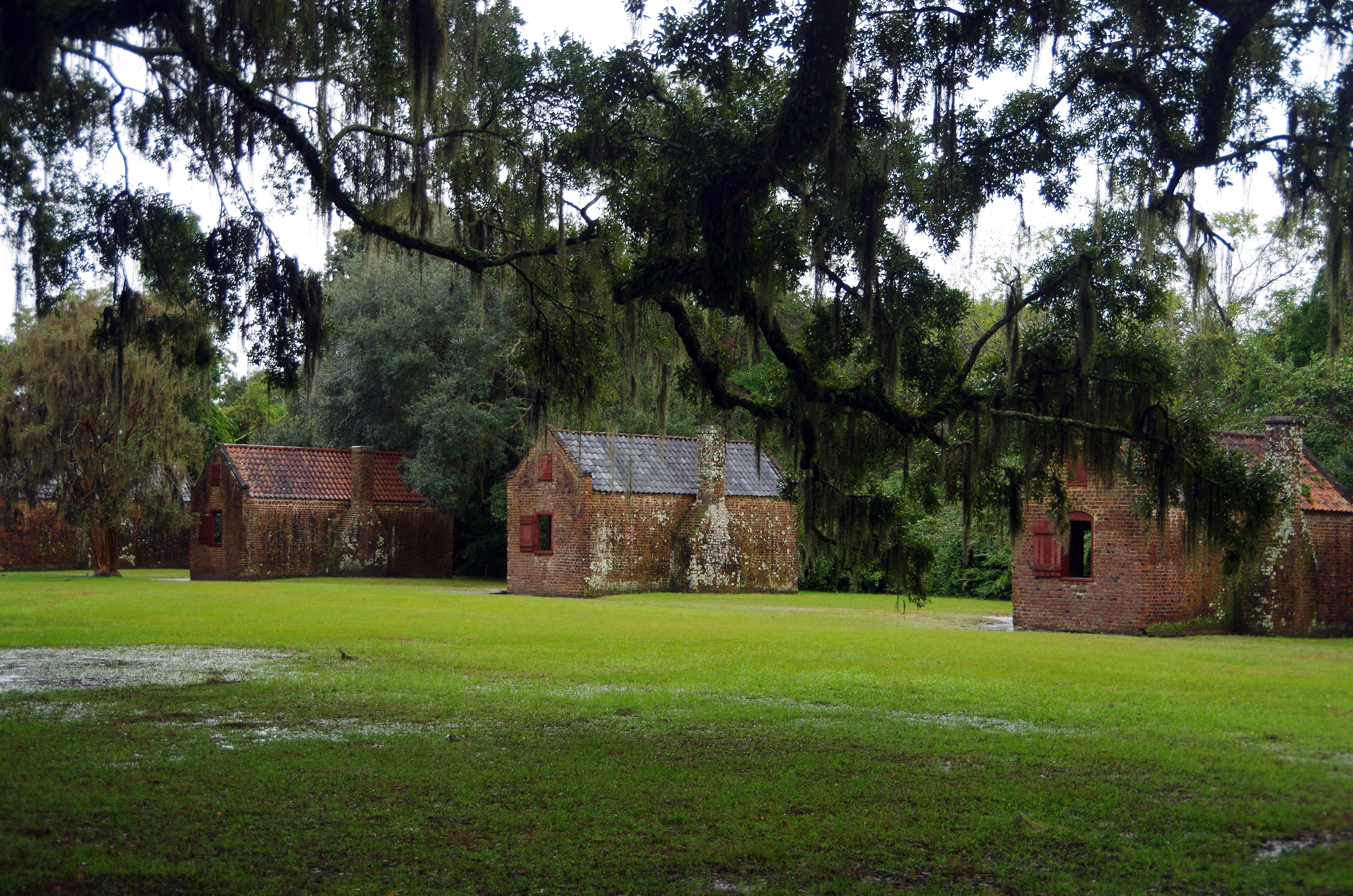
Frühere Sklavenhäuser
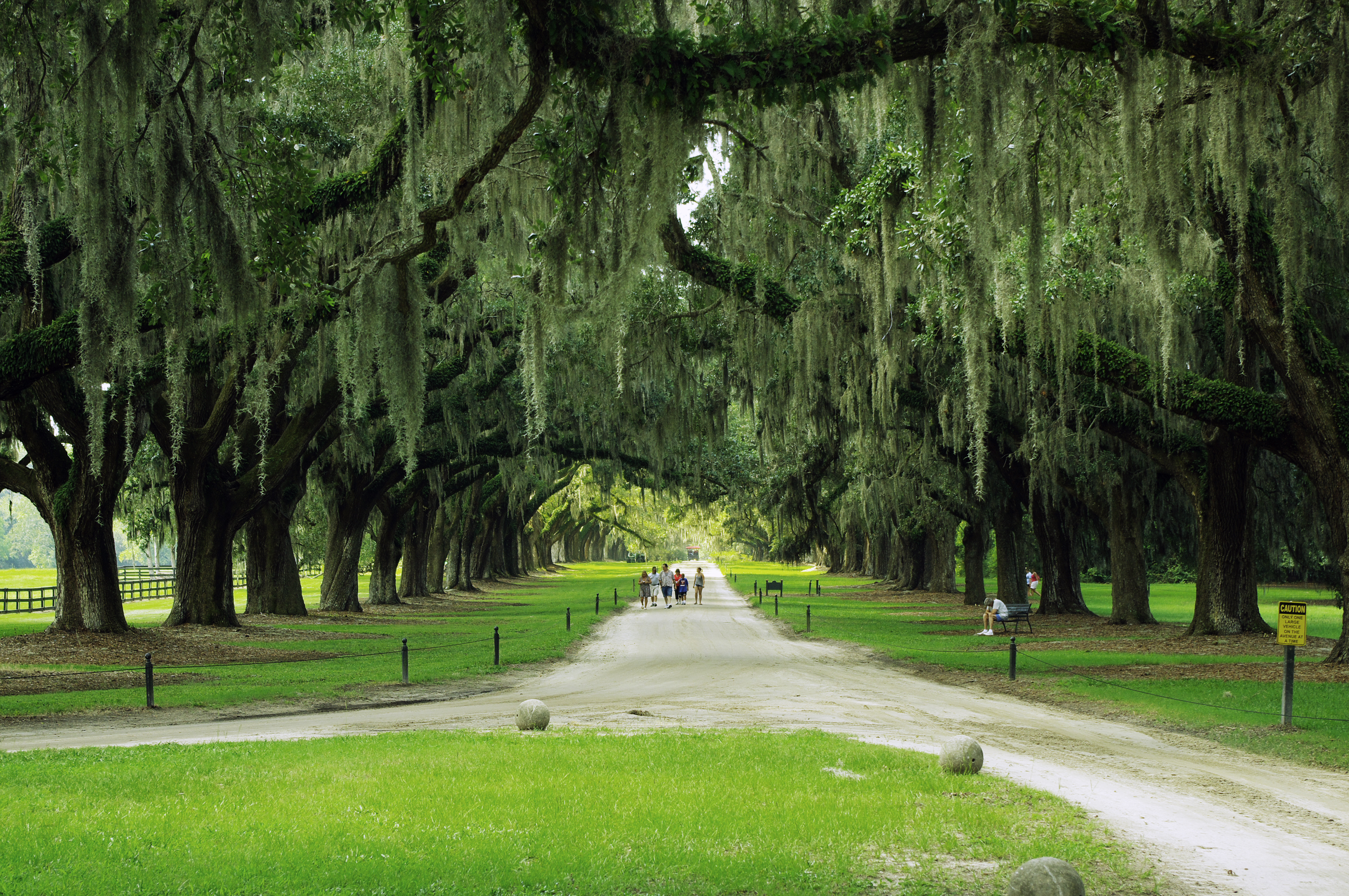
Avenue of Oaks
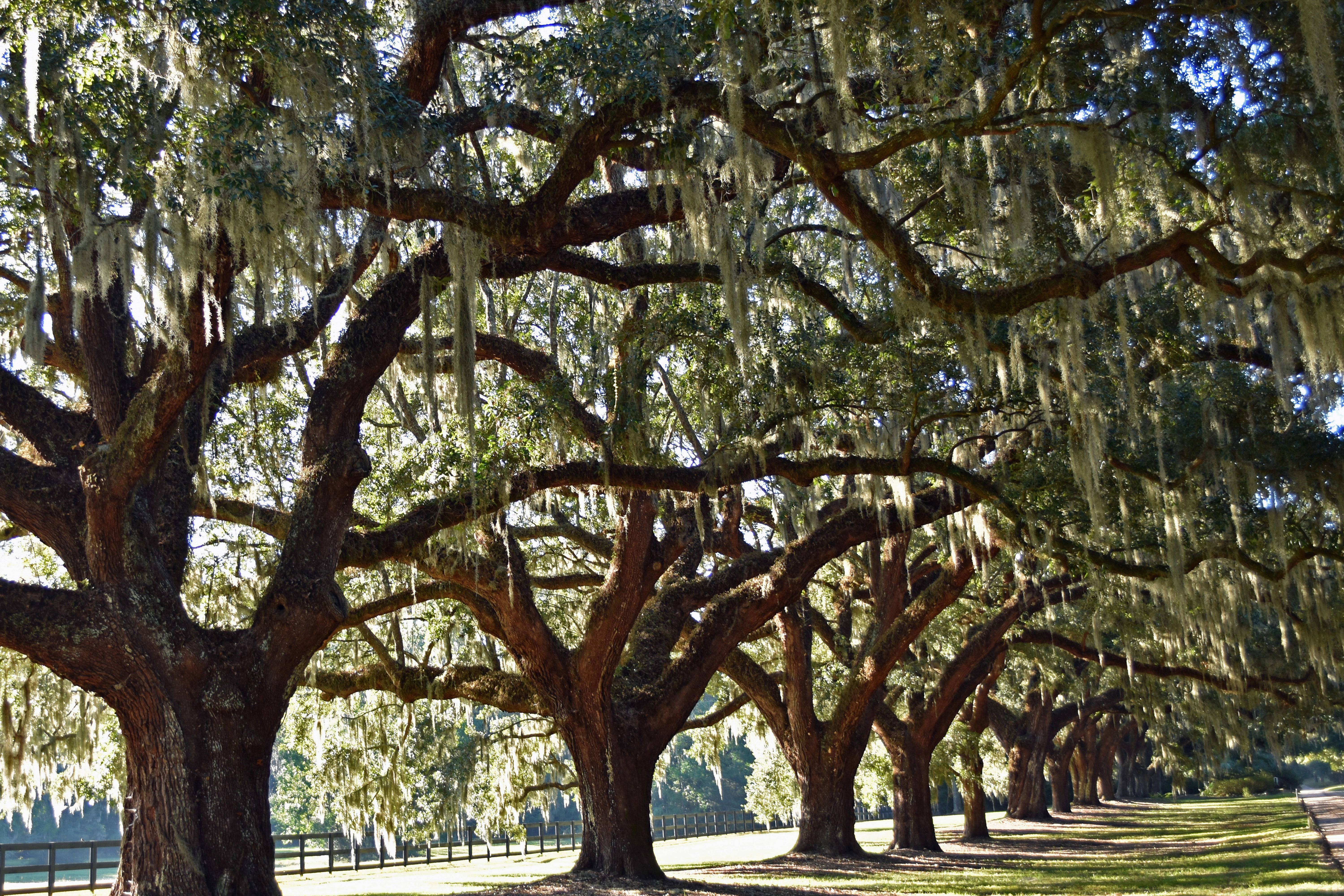
Avenue of Oaks - Eichenallee
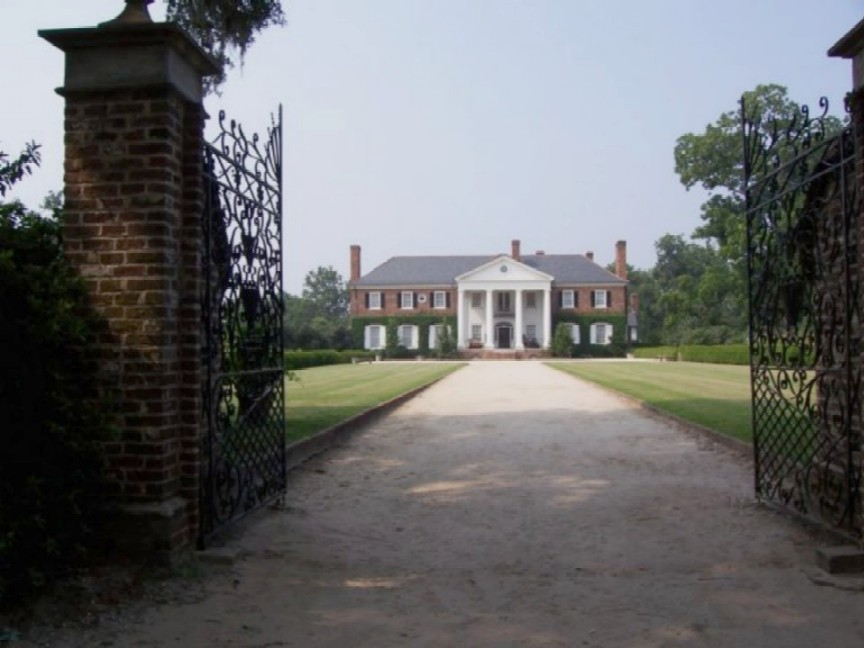
Eingangstor und Haupthaus